# Třída Spahi
Třída Spahi byla třída torpédoborců francouzského námořnictva. Celkem bylo postaveno sedm jednotek této třídy. Francouzské námořnictvo je provozovalo v letech 1909–1930. Jeden byl v boji zničen.

## Stava
Torpédoborce této třídy byly reakcí na rostoucí velikost zahraničních torpédoborců. Přestože mezi nimi v rámci třídy existovaly odlišnosti, sdílely stejný pohonný systém a výzbroj. Celkem bylo postaveno sedm jednotek této třídy. Do služby byla přijaty v letech 1909–1912. Do stavby se zapojily francouzské loděnice Forges et Chantiers de la Méditerranée v La Seyne, Chantiers de la Loire v Nantes, Ateliers et Chantiers de Penhoët v St-Nazaire, Dyle et Bacalan v Bordeaux a Arsenal de Rochefort.
Jednotky třídy Spahi:
| Jméno                 | Loděnice                 | Založení kýlu | Spuštěn            | Vstup do služby | Osud |
| --------------------- | ------------------------ | ------------- | ------------------ | --------------- | --- |
| Spahi (M55)           | F. C. de la Méditerranée | 1906          | 3. května 1908     | červenec 1910   | Vyřazen 1927. |
| Hussard (M59)         | Chantiers de la Loire    | 1906          | 12. září 1908      | září 1911       | Vyřazen 1922. |
| Carabinier (M60)      | Penhoët                  | 1906          | 10. října 1908     | říjen 1909      | Dne 13. listopadu 1918 ztroskotal poblíž Latákie a o dva dny později jej zničily osmanské pobřežní baterie, přestože již bylo několik dní po skončení první světové války. |
| Lansquenet (M61)      | Dyle et Bacalan          | 1907          | 20. listopadu 1909 | říjen 1910      | Vyřazen 1928. |
| Mameluk (M62)         | Chantiers de la Loire    | 1907          | 10. března 1909    | červen 1911     | Vyřazen 1928. |
| Enseigne Henry (M78)  | Arsenal de Rochefort     | 1910          | 12. května 1911    | duben 1912      | Vyřazen 1928. |
| Aspirant Herber (M79) | Arsenal de Rochefort     | 1909          | 30. dubna 1912     | srpen 1912      | Vyřazen 1030. |

## Konstrukce

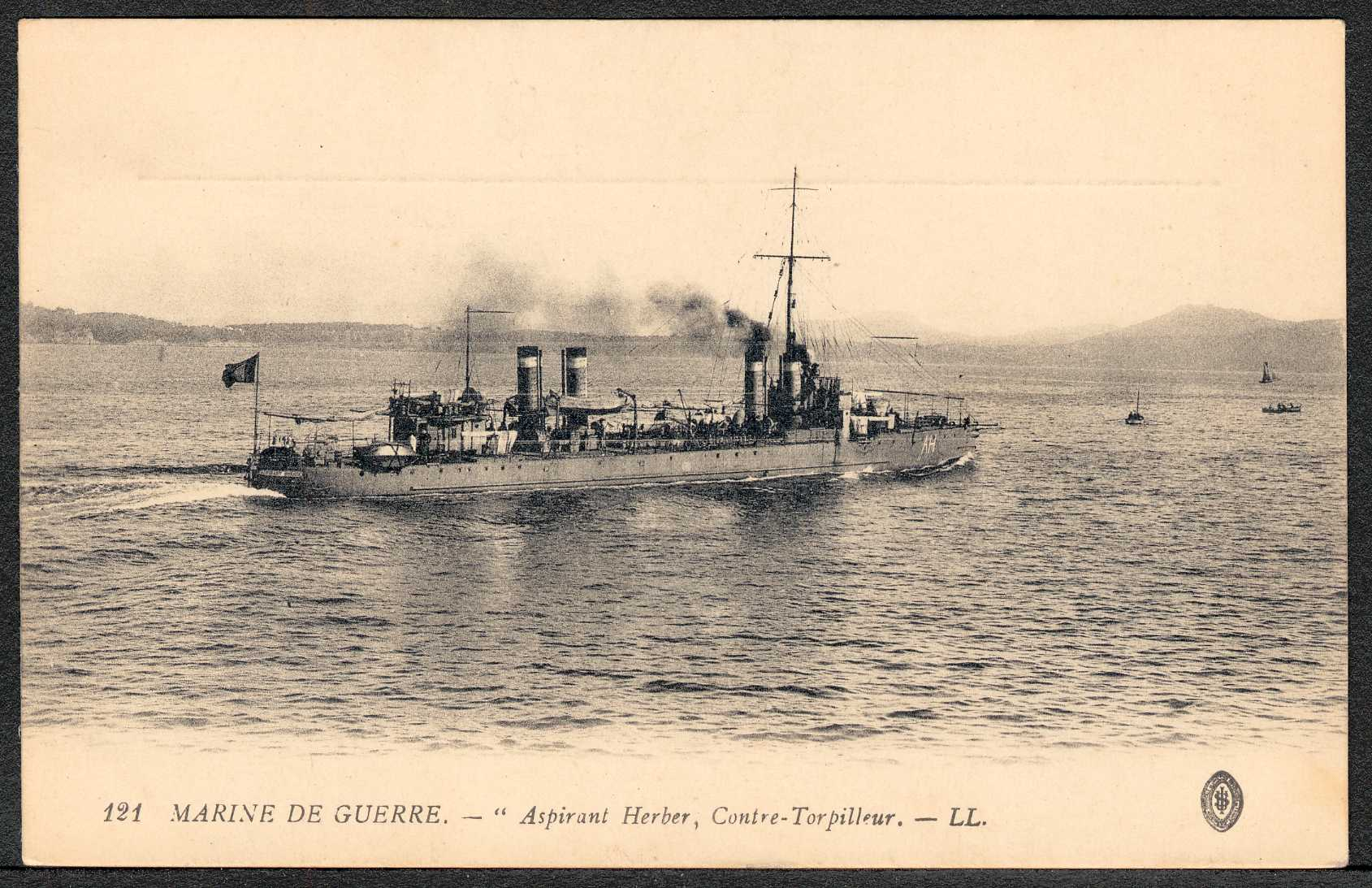
Aspirant Herber (M79)

Výzbroj představovalo šest 65mm kanónů a tři 450mm torpédomety, z toho jeden na přídi. Pohonný systém tvořily čtyři kotle a dva parní stroje s trojnásobnou expanzí, pohánějící dva lodní šrouby. Použity byly kotle na uhlí různého typu (Normand, Du Temple či Guyot). Prototypový torpédoborec měl stroje o výkonu 9000 shp a jeho sesterská plavidla pouze 7500 shp. Torpédoborce měly čtyři komíny. Nejvyšší rychlost dosahovala 28 uzlů. Dosah byl 1200 námořních mil při rychlosti 10 uzlů.